# Pala mixta

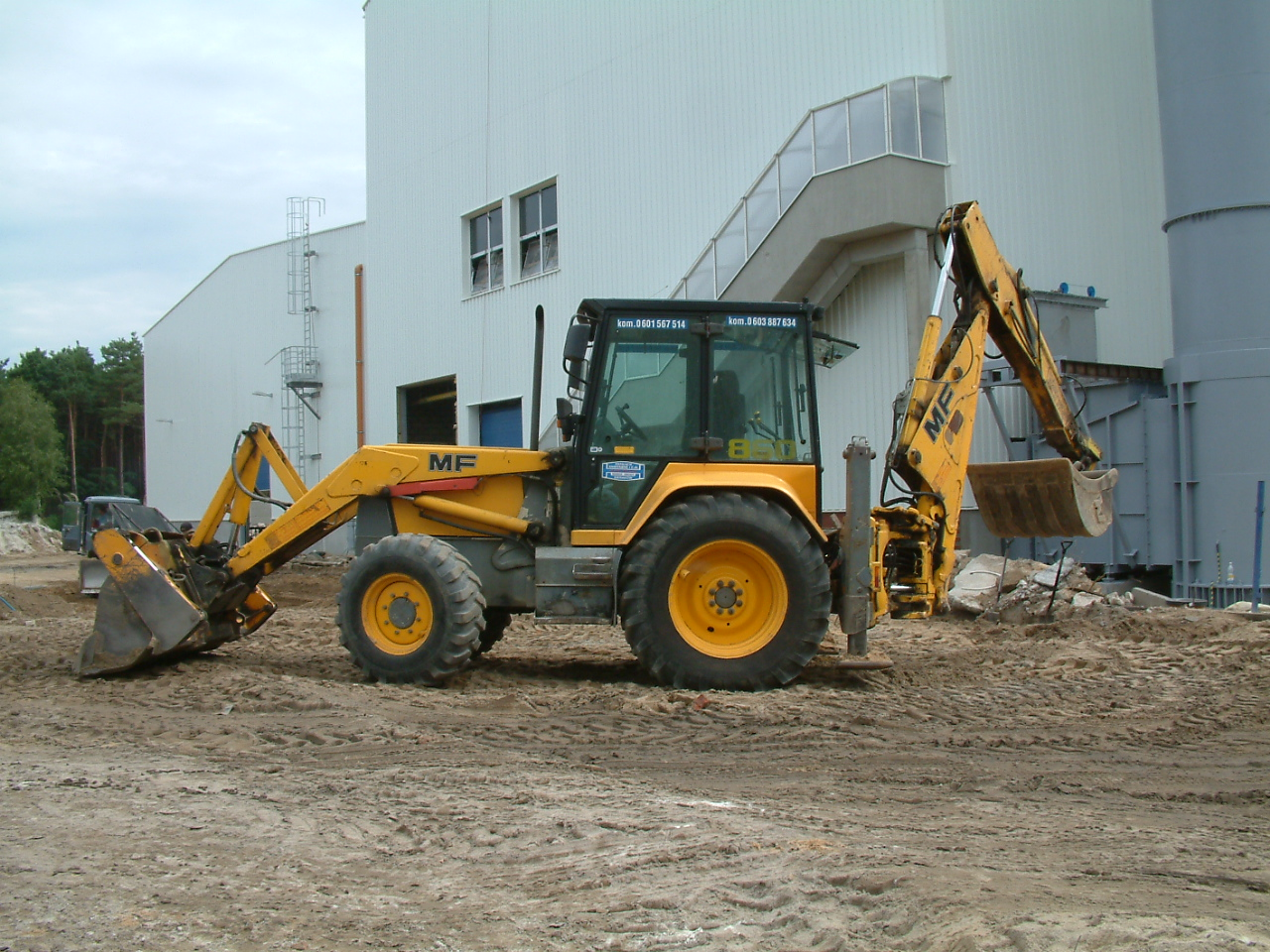
Pala mixta.

Se denomina pala mixta a una cargadora de mediana potencia que monta sobre un tractor de neumáticos un equipo de pala cargadora en su parte delantera y una retroexcavadora (o retropala) en su parte posterior.En algunos lugares también se suele llamar retroexcavadora.
El verdadero desarrollo de la retroexcavadora comenzó en realidad en 1947 por los inventores que fundaron la Wain-Roy Corporation de Hubbardston, Massachusetts. En 1947 Wain-Roy Corporation desarrolló y probó las primeras retroexcavadoras reales. En abril de 1948, Wain-Roy Corporation vendió las primeras retroexcavadoras totalmente hidráulicas, montadas en un tractor Ford Modelo 8N, a la Connecticut Light and Power Company por 705 dólares.

## Partes
- Chasis: de neumáticos y articulado.
- Cabina: montada en la parte central del chasis. El asiento interior permite un giro de 180° para trabajar con ambas herramientas.
- Cuchara frontal: del tipo de una pala cargador a realiza pequeños trabajos de excavación, carga, transporte y descarga.
- Retroexcavadora: para su uso, la máquina debe estar estacionada, apuntalada mediante gatos hidráulicos y la cuchara frontal. Permite excavaciones bajo cotas, zanjas o transporte de elementos mediante un cancho que posee la cuchara, siempre en estación.

## Usos
Es una máquina adecuada para múltiples trabajos generales sin especifiación propia. Resulta rentable para empresas pequeñas y medianas por su versatilidad y rendimiento económico.